# Alan Walker
Alan Olav Walker (* 24. srpna 1997 Northampton) je britsko-norský hudební producent a DJ. Je známý především svými písněmi Faded, Sing Me to Sleep, Alone a The Spectre, přičemž první mu zajistila obchodní úspěch na mezinárodních trzích a zisk platinových desek ve více než 10 různých zemích.

## Kariéra

### Začátky
Alan Walker se narodil v anglickém Northamptonu do rodiny norské matky a anglického otce, se kterými se ve dvou letech přestěhoval do Bergenu v Norsku. Vyrůstal v době digitální éry, ve které si našel zalíbení v počítačích, které se později změnilo ve fascinaci v počítačové programování a grafický design. Od počátku netušil jak se hudba dělá; nicméně později se učil tak, že sledoval návody na YouTube založené na tvoření hudby.
V roce 2012 poslouchal song od Davida Whistlea (více známého jako DJ Nesse) a zajímal se, jak vytváří svou hudbu. Svou muziku začal tvořit na svém notebooku ve FL Studiu (dříve FruityLoops), volně dostupného v programu pro začátečníky. Ve stejném roce začal dělat hudbu na svém notebooku a jeho skladby brzy upoutaly pozornost nahrávacích společností. Ještě před tím se jmenoval DJ Walkzz a jeho první písnička byla Celebrate.

### 2014
Walkerova skladba Fade získala pozornost po jeho vydání na YouTube pomocí společnosti NoCopyrightSounds. Skladba měla před vymazáním z YouTube kanálu NCS v prosinci 2021 skoro 450 milionů zhlédnutí na YouTube, byla nejsledovanější skladbou na tomto kanále. Na Spotify má momentálně téměř 165 miliónů spuštění a přes 18 miliónů na SoundCloud. Stala se jeho nejpopulárnějším songem a jednou z nejpoužívanějších hudeb na pozadí různých kanálů na YouTube. Skladba byla později zahrnuta do alba od NoCopyrightSounds, NCS: Uplifting. V roce 2015 ji následovaly skladby Spectre a Force.

### 2015
Walker podepsal smlouvu s MER Musikk patřící pod skupinu Sony Music Entertainment a jeho další singl Faded byl předělaný jako vokální verze předchozí skladby Fade. Píseň byla zpřístupněna 15. prosince a vokálů se ujala norská zpěvačka Iselin Solheim. Píseň se dostala na úplný vrchol v norské hitparádě VG-lista, stejně jako ve švédské obdobě Sverigetopplistan a v aplikaci iTunes se dostala na 1. místo ve 32 různých státech. Byl to hit i ve Finsku, Dánsku, Irsku, Itálii, Španělsku, Německu, Nizozemsku, Spojeném království, Spojených státech, a dalších zemí v Evropě a Asii. Rovněž v Česku se dostal na 1. místo zdejší hitparády. Hudební video na YouTube mělo v březnu 2021 přes 3 miliardy zhlédnutí a 22 milionů lajků, což ho řadí do Top 20 nejvíce oblíbených videí na YouTube. Vedle toho měl ke 14. lednu 2022 okolo 1,5 miliardy přehrání na Spotify a byl také jedním z Top 10 nejvíce vyhledávaných skladeb pomocí programu na rozpoznávání skladeb Shazam za rok 2016. Singl se také dočkal několika remixů od umělců jako Tiësto, Dash Berlin či Hardwell.

### 2016
Do března 2016 produkoval celkem „30 nebo 40“ skladeb, ale Faded značí jeho první singl se společností jako je Sony Music a první, se kterou dosáhl tak velkého globálního úspěchu.
Dne 3. června zpřístupnil singl Sing Me to Sleep, jehož vokálů se opět ujala Iselin Solheim. Na iTunes píseň triumfovala v 7 zemích, hudební video na YouTube má přes 738 milionů zhlédnutí a skladba rovněž dosáhla 400 milionů přehraní na Spotify. V Česku se stejně jako Faded dostala na úplný vrchol.
Jeho další prací je skladba Alone, kterou zpřístupnil 1. prosince a jejíž zvukové stránky se ujala švédská zpěvačka Noonie Bao. Hudební klip na YouTube má skoro miliardu a půl zhlédnutí a na Spotify dosáhla skladba 800 milionů přehraní.

### 2017
V roce 2017 vydal singl Tired, se kterým mu zpěvem pomohl Gavin James. 15. září vydal další svůj remix, tentokrát na singl Spectre. Nový singl má název The Spectre a na YouTube přesáhla miliardu zhlédnutí, na Spotify něco přes 470 miliónů přehrání. Ke konci roku dosáhla jeho nejúspěšnější skladba Faded na YouTube něco přes 1 miliardu a 200 miliónů zhlédnutí a na Spotify něco přes 700 miliónů přehrání. Také vydal novou skladbu All Falls Down, která na YouTube dosáhla 289 miliónů zhlédnutí. Na Spotify to bylo 570 miliónů.
Podílel se na tvorbě skladby Legends Never Die, která se stala hymnou Světového šampionátu v League of Legends (League of Legends World Championship 2017).

### 2018
V roce 2018 vydal tři skladby. První má název Ignite a na YouTube za 4 týdny překročila sledovanost 100 miliónů. Druhá, Darkside, překonala na YouTube 200 milionů zhlédnutí, třetí s názvem “Diamond Heart” překročila 60 milionů zhlédnutí na YouTube. Před Vánoci se k nim přidala ještě píseň Different World, které propůjčila svůj hlas americká zpěvačka Sofia Carson, dále k tvorbě hudby přispěli K-391 a Corsak, kteří oba mají zkušenosti s tvorbou elektronické hudby. 14. prosince vydal své debutové album které přináší 5 nových skladeb, plus všechny kromě Tired, The Spectre a Ignite které už byly vydány. Album přináší kolaborace s hodně umělci, těmi nejznámějšími jsou třeba Steve Aoki nebo Trevor Guthrie. Album nese název Different World dle titulní písničky. Protože, jak bylo v traileru zmíněno, tak „Walkeři“ chtějí změnit svět k lepšímu.

## Alan Walker v Česku
Alan Walker několikrát vystoupil i v Česku:
- 2017 SaSaZu club, Praha[22]
- 2018 Beats for Love, Ostrava[23]
- 2019 Camp Festival, Dubňany[24]
- 2022 Beats for Love, Ostrava[25]
- 2025 Forum Karlín, Praha[26]

## Diskografie

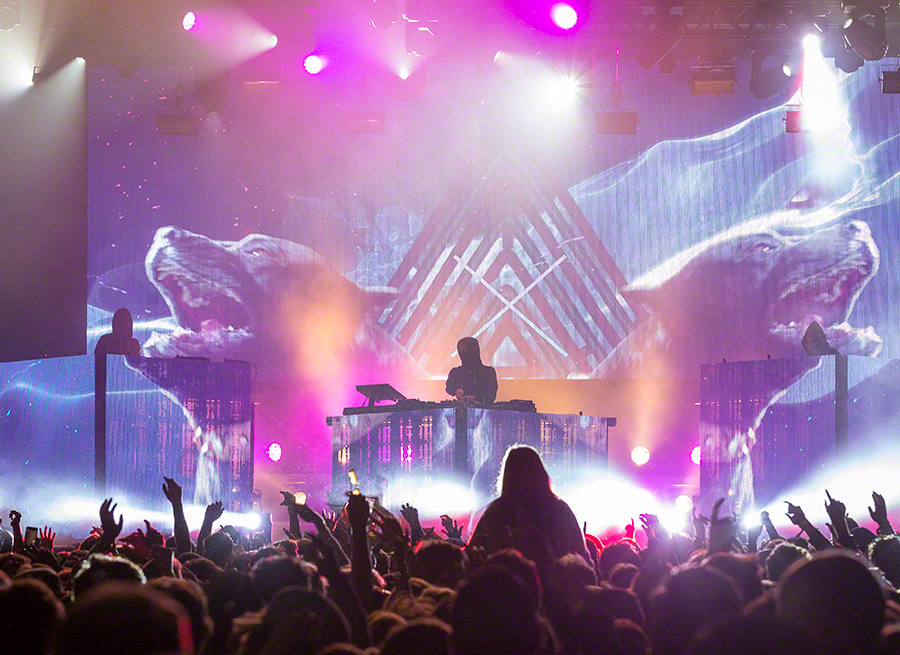
Alan Walker, 2016